# 김정수 (시인)
김정수(金正洙, 1963년~ )는 대한민국의 시인이다. 경기도 안성시 일죽면에서 태어났으며, 경희대학교 국어국문학과를 졸업했다.

## 생애
1990년 〈지하철〉 외 10편으로 《현대시학》으로 등단했으며, 2015년 제28회 경희문학상과 2024년 제9회 사이펀문학상을 받았다. 《머니투데이》 신작시집 서평 ‘시인의 집’과 《경향신문》 시평 ‘詩想과 세상’ 연재했다. 《주간경향》에 '김정수의 시톡'을 연재했다.  

## 저서

### 시집
- 《사과의 잠》(청색종이, 2023) ISBN 979-11-89176-92-1
- 《홀연, 선잠》(천년의시작, 2020) ISBN 978-89-6021-482-8
- 《하늘로 가는 혀》(천년의시작, 2014) ISBN 978-89-6021-205-3
- 《서랍 속의 사막》(리토피아, 2004) ISBN 89-89530-29-6

평론집
• 《연민의 시학》(Human & Books, 2025) ISBN 978-89-6078-786-5

•디카시집(e-book)
• 《퀘렌시아》(디지북스, 2025) ISBN 979-11-9246-44-6

## 참고 자료
- 《머니투데이》 [시인의 집] 나를 살라 재가 될 사랑
- 《경향신문》 [詩想과 세상] 새로운 시간의 시작